# Hever Castle
Hever Castle i Kent, England, var familjen Boleyns säte, ursprungligen en bondgård, byggd på 1200-talet, och ombyggt till gods 1462 av Geoffrey Boleyn, som tjänstgjorde som borgmästare (Lord Mayor) i London. Resterna av timmerbostaden kan fortfarande ses innanför fästningens stenmurar. 
Familjen Boleyn flyttade in någon gång efter 1505, och även om Anne Boleyn troligtvis inte föddes här, tillbringade hon en del av sin barndom på Hever Castle innan hon sändes till Nederländerna och sedan till det franska hovet för utbildning mellan 1513 och 1521. Efter att Anne gift sig med kung Henrik VIII av England, och hon och hennes bror George avrättats 1536 och fadern Thomas Boleyn avlidit 1539, hamnade godset i Henrik VIII:s ägo. Han gav det till Anna av Kleve då han skilde sig från henne 1540, men hon tillbringade troligtvis inte särskilt mycket tid där. 
Byggnaden fick därefter olika ägare, som familjen Waldergrave 1557, och familjen Meade Waldo mellan 1749 och 1903. Under den senare ägarperioden förföll borgen då den var uthyrd till olika privata hyresgäster, tills den köptes och genomgick en fullständig upprustning av den amerikanske miljonären William Waldorf Astor, som brukade det som sitt familjeresidens. Hever Castle används numera som ett konferenscenter, men borgen är öppen för allmänheten och är särskilt känd för sina labyrinter. 
Där finns en idegranslabyrint som planterades 1904, såväl som ett senare tillskott, en vattenlabyrint, som invigdes 1987.
Trädgården är stor och av hög kvalitet, med en italiensk trädgård, rosenträdgård och en sjö.